# I Pity the Fool
"I Pity the Fool" é uma canção gravada originalmente gravada por Bobby Bland em 1961 para o álbum Two Steps from the Blues. Muitos escritores acreditam que a faixa foi escrita por Joe Medwick, embora os créditos do single indiquem que o compositor seja Don Robey (usando o pseudônimo "Deadric Malone").

## Versão de The Manish Boys (com David Bowie)
A versão de The Manish Boys (cujos membros, à época, incluíam David Bowie) foi lançada em 1965. A gravação foi produzida por Shel Talmy, que também produziu os primeiros singles e álbuns do The Who e do The Kinks. Jimmy Page era músico de sessão regular de Talmy e, por isso, tocou o solo de guitarra em "I Pity the Fool".
Durante essas sessões, Page deu a Bowie um riff de guitarra com o qual não sabia o que fazer. Posteriormente, Bowie usou esse riff em duas faixas: primeiro em "The Supermen", de 1970, e depois em "Dead Man Walking", de 1997. O lado B, "Take My Tip", foi a primeira canção escrita por David Bowie (então conhecido e creditado como Davie Jones) a ser lançado em disco.

### Créditos
- David Jones – vocal, saxofone alto
- Johnny Flux – guitarra
- Jimmy Page – guitarra solo
- John Watson – baixo
- Mick White – bateria
- Bob Solly – orgão
- Woolf Byrne – saxofone barítono, gaita
- Paul Rodriguez – saxofone tenor, trompete
- Shel Talmy – produção